# Hermann Kaiser (Theaterkritiker)
Hermann Kaiser (Pseudonym: Theodor Ginster) (* 6. April 1889 in Darmstadt; † 14. Oktober 1978 ebenda) war ein deutscher Theaterkritiker und Pädagoge.

## Leben
Kaiser studierte Musik an der Universität München und unterrichtete das Fach seit 1927 als Studienrat am Ludwig-Georgs-Gymnasium in Darmstadt. Parallel dazu arbeitete er als einflussreicher Theaterkritiker für verschiedene Zeitungen, bis ihm diese Tätigkeit 1933 untersagt wurde. Er gehörte einem Künstlerkreis in Darmstadt an, der sich aktiv für die Moderne und den Expressionismus einsetzte. Dazu zählten unter anderem Kasimir Edschmid, Theodor Haubach und Carlo Mierendorff. In den 1920er Jahren verfasste er das Libretto zu der Oper Valerio von Hans Simon nach Georg Büchners Stück Leonce und Lena. Am 21. Mai 1937 beantragte er die Aufnahme in die NSDAP und wurde rückwirkend zum 1. Mai desselben Jahres aufgenommen (Mitgliedsnummer 4.705.637).
Eng verbunden war er mit dem Hessischen Landestheater, dessen Geschichte er nicht nur nach 1945 niederschrieb, sondern dessen Materialien er auch nach 1933 zu sammeln begann, als er aus politischen Gründen nicht mehr als Journalist arbeiten durfte. Es entstand eine umfangreiche Theatersammlung, die die Zerstörung Darmstadts im Zweiten Weltkrieg überstand und heute in der Universitäts- und Landesbibliothek aufbewahrt wird.
Hermann Kaiser wurde auf dem Alten Friedhof in Darmstadt bestattet (Grabstelle: II J 129).

## Monographien (in Auswahl)
- Barocktheater in Darmstadt. Geschichte des Theaters einer deutschen Residenz im 17. und 18. Jahrhundert. Roether, Darmstadt 1951.
- Vom Zeittheater zur Sellner-Bühne. Das Landestheater Darmstadt von 1933-1960. Anläßlich des 150jährigen Bestehens des Darmstädter Theaters im Auftrage des Magistrats der Stadt Darmstadt geschrieben. Roether, Darmstadt 1961.
- Das Großherzogliche Hoftheater zu Darmstadt 1810-1910. Roether, Darmstadt 1964.
- Der Bühnenmeister Carl Brandt und Richard Wagner. Kunst der Szene in Darmstadt und Bayreuth. Roether, Darmstadt 1968.
- Das Darmstädter Mundartstück und die Hessische Spielgemeinschaft. Roether, Darmstadt 1974.